# Beautiful Liar
Beautiful Liar is een r&b/latin pop nummer door de Amerikaanse zangeres Beyoncé en de Colombiaanse zangeres Shakira, en was de eerste single van het album B'Day Deluxe Edition. Het nummer is geschreven door Beyoncé, Amanda Ghost, Ian Dench en de Noorse schrijvers Mikkel S. Eriksen en Tor Erik Hermansen. Er zijn twee versies van het nummer; één in het Engels en één in het Spaans. Het nummer is de recordhouder van de grootste sprong in de Amerikaanse Billboard Hot 100, het steeg 91 plaatsen: van 94 naar 3.

## Achtergrond
In een interview in december 2006 bevestigde Beyoncé het duet. Ze beschreef hoe ze Shakira al een paar maal had ontmoet, en toen ze het nummer had opgenomen, wilde ze er een duet met Shakira van maken. Shakira accepteerde, en zo is nummer tot stand gekomen.
De twee zangeressen zingen over hoe ze verleid worden door dezelfde man. En in plaats van voor hem te vechten, besluiten ze er geen drama van te maken, en geen tijd meer te verspillen.
De originele Spaans-Engelse versie waarop Beyoncé alleen zingt, lekte uit op het internet, eind 2006. Het duet werd pas opgenomen op 23 januari 2007. Op 27 februari lekte ook deze versie uit, een dag later ging de videoclip in première op MTV, tegelijk met een andere single van Beyoncé: Upgrade U.

## Hitnotering
In de Nederlandse Top 40 had Beautiful Liar een behoorlijk trage start. Het nummer debuteerde op 31 maart, op de 32ste plaats. Pas in week 5 kwam er vaart in, en steeg het nummer naar een vierde plek. Voor Shakira was dit de zevende keer dat ze de top 4 haalde, voor Beyoncé de derde keer. Het nummer behaalde de 1e plaats van de Nederlandse Top 40. Dat betekent voor Shakira haar vierde nummer 1-hit, voor Beyoncé de eerste. Het nummer stond 3 weken op 1. Na die drie weken werd het nummer opgevolgd door Blijf bij mij van Gerard Joling en André Hazes.
| "Beautiful Liar" in de Nederlandse Top 40 - binnen: 31 maart 2007 | "Beautiful Liar" in de Nederlandse Top 40 - binnen: 31 maart 2007 | "Beautiful Liar" in de Nederlandse Top 40 - binnen: 31 maart 2007 | "Beautiful Liar" in de Nederlandse Top 40 - binnen: 31 maart 2007 | "Beautiful Liar" in de Nederlandse Top 40 - binnen: 31 maart 2007 | "Beautiful Liar" in de Nederlandse Top 40 - binnen: 31 maart 2007 | "Beautiful Liar" in de Nederlandse Top 40 - binnen: 31 maart 2007 | "Beautiful Liar" in de Nederlandse Top 40 - binnen: 31 maart 2007 | "Beautiful Liar" in de Nederlandse Top 40 - binnen: 31 maart 2007 | "Beautiful Liar" in de Nederlandse Top 40 - binnen: 31 maart 2007 | "Beautiful Liar" in de Nederlandse Top 40 - binnen: 31 maart 2007 | "Beautiful Liar" in de Nederlandse Top 40 - binnen: 31 maart 2007 | "Beautiful Liar" in de Nederlandse Top 40 - binnen: 31 maart 2007 | "Beautiful Liar" in de Nederlandse Top 40 - binnen: 31 maart 2007 | "Beautiful Liar" in de Nederlandse Top 40 - binnen: 31 maart 2007 | "Beautiful Liar" in de Nederlandse Top 40 - binnen: 31 maart 2007 | "Beautiful Liar" in de Nederlandse Top 40 - binnen: 31 maart 2007 | "Beautiful Liar" in de Nederlandse Top 40 - binnen: 31 maart 2007 | "Beautiful Liar" in de Nederlandse Top 40 - binnen: 31 maart 2007 | "Beautiful Liar" in de Nederlandse Top 40 - binnen: 31 maart 2007 | "Beautiful Liar" in de Nederlandse Top 40 - binnen: 31 maart 2007 |
| Week                                                              | 1                                                                 | 2                                                                 | 3                                                                 | 4                                                                 | 5                                                                 | 6                                                                 | 7                                                                 | 8                                                                 | 9                                                                 | 10                                                                | 11                                                                | 12                                                                | 13                                                                | 14                                                                | 15                                                                | 16                                                                | 17                                                                | 18                                                                | 19                                                                |                                                                   |
| ----------------------------------------------------------------- | ----------------------------------------------------------------- | ----------------------------------------------------------------- | ----------------------------------------------------------------- | ----------------------------------------------------------------- | ----------------------------------------------------------------- | ----------------------------------------------------------------- | ----------------------------------------------------------------- | ----------------------------------------------------------------- | ----------------------------------------------------------------- | ----------------------------------------------------------------- | ----------------------------------------------------------------- | ----------------------------------------------------------------- | ----------------------------------------------------------------- | ----------------------------------------------------------------- | ----------------------------------------------------------------- | ----------------------------------------------------------------- | ----------------------------------------------------------------- | ----------------------------------------------------------------- | ----------------------------------------------------------------- | ----------------------------------------------------------------- |
| Nummer                                                            | 32                                                                | 26                                                                | 19                                                                | 16                                                                | 4                                                                 | 1                                                                 | 1                                                                 | 1                                                                 | 2                                                                 | 4                                                                 | 5                                                                 | 6                                                                 | 10                                                                | 11                                                                | 13                                                                | 14                                                                | 18                                                                | 22                                                                | 31                                                                | uit                                                               |

## Videoclip
De clip werd geregisseerd door Jake Nava, dezelfde regisseur die ook andere clips voor nummers van Beyoncé maakte, zoals Crazy in Love, Baby Boy en Naughty Girl.
Aan het begin zijn de gezichten van beide dames verborgen achter rook. Gedurende de clip zie je verschillende achtergronden waaronder morgenlicht (Beyoncé) en schemer (Shakira). Gordijnen wapperend in de wind, bamboe, een kamer met blauw neonlicht en Avestische teksten op de muur, eindigend in een achtergrond met stormachtig weer. Langzame bewegingen en buikdans komen veel voor tijdens de clip. De twee dames dragen ongeveer hetzelfde kapsel en een zwarte jurk gedurende de hele video.

## Tracklist
V.S. Cd
1. "Beautiful Liar" (radio mix featuring Shakira; gemixt door Gustavo Celis)
2. "Upgrade U" (main radio edit met Jay-Z)
3. "Bello Embustero" (met Shakira)
4. "Beautiful Liar" (Reggaeton remix met Shakira)

VK CD1
1. "Beautiful Liar" (gemixt door Gustavo Celis)
2. "Beautiful Liar" (Freemasons remix)

VK CD2
1. "Beautiful Liar" (gemixt door Gustavo Celis)
2. "Beautiful Liar" (remix van Freemasons)
3. "Beautiful Liar" (remix van Maurice Joshua)
4. "Deja Vu" (remix van Freemasons)
5. "Beautiful Liar" (video)

Promo cd;
1. "Beautiful Liar" (radioversie; gemixt door Gustavo Celis)
2. "Beautiful Liar" (instrumentaal)

"Remixes" — promo cd
1. "Beautiful Liar" (originele versie, gemixt door Gustavo Celis)
2. "Beautiful Liar" (Freemasons radio vox)
3. "Beautiful Liar" (Freemasons club vox)
4. "Beautiful Liar" (Freemasons club edit)
5. "Beautiful Liar" (Freemasons dub vox)
6. "Beautiful Liar" (Freemasons dub instrumentaal)
7. "Beautiful Liar" (Maurice Joshua nieuwe hoofdversie)
8. "Beautiful Liar" (Maurice Joshua nieuwe instrumentale versie)